# (6413) Iye
(6413) Iye  es un asteroide del cinturón principal perteneciente al cinturón de asteroides, región del sistema solar que se encuentra entre las órbitas de Marte y Júpiter.
Fue descubierto el 15 de octubre de 1993 por Kin Endate y Kazuro Watanabe desde el Observatorio de Kitami.

## Designación y nombre
Designado provisionalmente como 1993 TJ3, fue nombrado en honor a Masanori Iye (n. 1949), profesor del Observatorio Astronómico Nacional que trabaja principalmente en la estructura y evolución de las galaxias y secretario ejecutivo del comité nacional japonés de astronomía desde 1994. Como proyecto científico de Subaru, dirigió el equipo central de ingeniería para diseñar y fabricar el telescopio de 8,2 m, y también dirigió equipos para desarrollar una cámara CCD, óptica activa y adaptativa, así como un espectrógrafo de objetos débiles.

## Características orbitales
(6413) Iye está situado a una distancia media del Sol de 2,257 ua, pudiendo alejarse hasta 2,508 ua y acercarse hasta 2,006 ua. Su excentricidad es 0,111 y la inclinación orbital 4,794 grados. Emplea 1238,89 días en completar una órbita alrededor del Sol.

## Características físicas
La magnitud absoluta de (6413) Iye es 13,72. Tiene 5,337 km de diámetro y su albedo se estima en 0,357.